# Aeroporto di Vuktyl
L'Aeroporto di Vuktyl (in russo: Аэропорт Вуктыл) (codice ICAO: UUYK) è un piccolo aeroporto della Russia, situato a 4 chilometri a sud-ovest della cittadina di Vuktyl, nella Repubblica dei Komi. L'aeroporto di Vuktyl è un filiale della compagnia aerea russa Komiavitrans (il filiale della russa Gazpromavia nella Repubblica dei Comi).

## Dati tecnici
L'aeroporto di Vutyl è dotato attualmente di una pista attiva di cemento asfaltato.
La lunghezza della pista attiva è di 1.500 m x 36 m.
L'aeroporto si trova a 109 metri sul livello del mare.
L'aeroporto è equipaggiato per la manutenzione, l'atterraggio/decollo degli aerei: Antonov An-2, Antonov An-24, Antonov An-26, Antonov An-28, Yakovlev Yak-40.